# Yoshimi Katayama
Yoshimi Katayama (片山 義美, Katayama Yoshimi), né le 15 mai 1940 à Kobe où il est mort le 26 mars 2016, est un pilote motocycliste et automobile japonais. Il est vice-champion du monde de vitesse moto en 1967 dans la catégorie 50 cm3. Il participe également à de nombreuses courses automobile, comme les 24 Heures du Mans où il compte sept participations entre 1983 et 1990, dont six avec Mazda (pour seulement deux abandons).

## Carrière
Yoshimi Katayama commence sa carrière de pilote moto en 1964 avec la marque Suzuki.
En 1967, il est vice-champion du monde de vitesse moto dans la catégorie 50 cm3,.
En 1969, il commence sa carrière de pilote d'endurance automobile et termine cinquième des 24 Heures de Spa sur Mazda R100,. 
En 1979, à bord d'une Mazda RX-7, il remporte la catégorie GTU aux 24 Heures de Daytona.
En 1983, il participe aux 24 Heures du Mans pour la première fois. Il pilote alors une Mazda 717C avec Yōjirō Terada et Takashi Yorino, et il termine au douzième rang du classement général tout en remportant la catégorie Groupe C Junior,. Son meilleur classement est une dixième place l'année suivante dans l'épreuve mancelle, sur Lola T616 (assortie d'une victoire dans la catégorie C2).
Il annonce sa retraite sportive en 1990.